# Dispositif d'étude de la croissance et des liquides critiques
Pour les articles homonymes, voir DECLIC.
Le Dispositif d'étude de la croissance et des liquides critiques, en abrégé DECLIC, est un mini-laboratoire automatique conçu par le Centre national d'études spatiales (CNES) et installé depuis 2009 dans la Station spatiale internationale. Il doit permettre d'étudier le comportement des fluides supercritiques et des milieux transparents dans des conditions de micropesanteur. 

## Contexte
Lorsque la pression ou la température atteint des valeurs élevées, certains matériaux comme l'eau se transforment en fluide supercritique. Mais l'observation de ce phénomène est rendue difficile par la gravité. Les expériences sur les fluides supercritiques peuvent avoir des retombées pratiques pour le traitement des déchets ou la fabrication des alliages. Le CNES a effectué par le passé des expériences dans ce domaine à bord de la station spatiale russe Mir. Les résultats positifs obtenus sont à l'origine de DECLIC.

## Le mini-laboratoire
Le mini-laboratoire DECLIC installé dans la station spatiale internationale prend la forme de deux tiroirs au format Express Rack (format standardisé des équipements scientifiques de la station spatiale). 
- Le tiroir supérieur contient le boitier expérience (EXL). Celui est composé d'une part d'un banc d'optique regroupant des senseurs optiques et opto-électroniques, d'autre part d'un bloc amovible, appelé insert, qui contient l'échantillon soumis à l'expérience et l'électronique et le thermostat permettant de créer les conditions (températures...) dans lesquelles l'expérience doit se dérouler. Trois inserts ont été initialement développés.
- Le tiroir inférieur contient le boitier électronique (ELL) qui rassemble les composants de DECLIC chargés du pilotage de l'expérience, du stockage des données et des images résultant des expériences, de la liaison avec la station au sol et du transfert des données.

Les capteurs sont constitués notamment de plusieurs caméras à haute résolution et grande vitesse (jusqu'à 900 Hz), d'un interféromètre, de systèmes de mesure de dispersion et de transmission de la lumière.

## Déroulement
DECLIC a été installé à bord du laboratoire japonais Kibo de la station spatiale en aout 2009 après un report de plus d'un an lié à la priorité donnée à l'achèvement de l'assemblage de la station. Il est prévu que DECLIC soit utilisé 4 à 6 mois par an pour une durée minimum de 2 à 3 ans. À chaque rotation d'équipage, 2 à 3 nouveaux inserts seront montés dans la station.
Chaque insert est mis en place par l'équipage de la station qui doit seulement brancher quelques câbles pour que l'expérience puisse démarrer. Il est prévu que le déroulement de l'expérience soit contrôlé en temps réel depuis le CADMOS la structure du CNES chargée du développement de DECLIC et que les résultats puissent être transmis en temps réel. Compte tenu des limitations dans les capacités de transmissions entre la station spatiale et le sol, DECLIC peut fonctionner de manière automatique et transmettre ses données par vacation au bout de quelques jours. 
Après la fin de l'expérience l'insert est redescendu au sol.

## Les expériences
Les trois premières expériences (=inserts) sont :
- ALI (Alice Like Insert par référence à l'expérience ALICE développée pour la station MIR) porte sur l'observation du changement de phase liquide au voisinage du point critique de fluides purs comme le SF6 ou le CO2 et l'étude de l'effet piston.
- HTI (High Temperature Insert) est une étude du transfert de chaleur et de masse dans l'eau supercritique à haute température et haute pression. Des retombées sont envisageables dans le domaine de la production d'énergie et du traitement des déchets.
- DSI (Directional Solidifcation Insert) porte sur l'observation du processus de solidification des alliages et plus particulièrement des micro-structures qui se forment à l'interface liquide-solide.